# NGC 107
NGC 107 је спирална галаксија у сазвежђу Кит која се налази на NGC листи објеката дубоког неба.
Деклинација објекта је - 8° 17' 0" а ректасцензија 0h 25m 42,1s. Привидна величина (магнитуда) објекта NGC 107 износи 15,2 а фотографска магнитуда 16,0. NGC 107 је још познат и под ознакама MCG -2-2-14, PGC 1606.